# 大坪頂站
大坪頂站是高雄捷運一個已放棄興建的捷運站，原為捷運紅線的起點，因高雄市大坪頂新市鎮計劃的延滯和成效不彰，故取消設站。

## 車站概要
車站代碼為R1。站區位於大坪頂。

## 車站構造
高架車站，兩個或四個出入口。

### 車站樓層
| 地上 三樓 | 1號月台                       | 紅線 往橋頭火車站方向（中鋼東門站）→ |
| 地上 三樓 | 島式月台，左/右邊車門將會開啟 |                                      |
| 地上 三樓 | 2號月台                       | 紅線 往橋頭火車站方向（中鋼東門站）→ |

| 地上 二樓 | 穿堂層 | 車站大廳、服務台、自動售票機、驗票閘門 |

| 地面   |
| 出入口 |

## 利用狀況
目前因新市鎮不如預期，已知本站不再興建。

## 車站週邊
- 大坪頂熱帶植物園
- 大坪頂新市鎮

## 臨近車站
- 未能通車營運模式